# Annemarie Moddrow-Buck
Annemarie Moddrow-Buck (* 21. Juni 1916 in Stuttgart; † 12. Januar 2012 ebenda) war eine deutsche Malerin.

## Leben
1938/39 beginnt Annemarie Buck ihre künstlerische Ausbildung an der Werkkunstschule Albrecht Leo Merz in Stuttgart. 1939/40 wechselt sie an die Zeichen- und Malschule Buchner-Widmann nach München.
Ab 1940 studiert sie an der Württembergischen Akademie der Bildenden Künste Stuttgart in der Zeichenklasse Hans Spiegels und der Malklasse Anton Koligs. Sie wird Studentensprecherin und protestiert öffentlich gegen die Diffamierung von Werken der Lehrer, der Studenten und anderer Künstler als Entartete Kunst durch die Nationalsozialisten. Trotz Bedrohung durch staatliche Instanzen bleibt sie bei ihrer Haltung, richtet eine Ausstellung mit Werken der von ihr geschätzten und vormals in Stuttgart lehrenden Ida Kerkovius ein und wird deshalb – wie auch Anton Kolig – 1943 aus der Akademie ausgeschlossen.
1943 heiratet sie und behält den Namen Walther-Buck auch nach ihrer Scheidung bei. Nach 1945 nimmt sie ihre künstlerische Arbeit wieder auf und erhält einige Preise, u. a. eine Auszeichnung beim Kunstpreis der Jugend 1951. 1952 nimmt sie das Studium an der Staatlichen Akademie der Bildenden Künste Stuttgart erneut auf. Sie studiert dort bis 1954 mit dem Schwerpunkt „Freie Gestaltung“ bei Erich Fuchs, einem Schüler Willi Baumeisters, und bei Herta-Maria Witzemann in der neu gegründeten Fachrichtung „Innenarchitektur und Möbelbau“.
Ab 1956 entwirft Annemarie Walther-Buck Muster und Vorlagen für Stoffe und Linoleum u. a. für die Textildruckerei Pausa in Mössingen und die Deutschen Linoleum-Werke in Bietigheim. Mit Herta-Maria Witzemann ist sie am Entwurf der Linoleum-Künstlermuster Inlaid 57 beteiligt.
1959 heiratet sie den Ingenieur Werner Moddrow und signiert ihre Werke nun mit Annemarie Moddrow-Buck. Ab 1960 arbeitet sie als Freie Künstlerin.

## Künstlerisches Werk
Schwerpunkt der künstlerischen Arbeit Annemarie Moddrow-Bucks ist anfangs das Zeichnen von Akten und Porträts. Diese Arbeiten sind jedoch bis auf wenige Ausnahmen durch den Krieg verloren gegangen. Bis zum Anfang der 1950er Jahre folgen Stillleben und Landschaften in der Tradition eines farbintensiven Spätexpressionismus, der auch die Malerei ihres Akademielehrers Anton Kolig prägt und der sie in einer Ateliergemeinschaft und langjährigen Freundschaft mit der Stuttgarter Malerin Herta Rössle, 1956 bis 1972 Vorsitzende des Bundes Bildender Künstlerinnen Württembergs, verbindet.
Bis Ende der 1950er Jahre entstehen zahlreiche Entwürfe für Stoffmuster, Teppiche und Linoleumbeläge u. a. für die Firmen Textildruckerei Pausa, Mössingen und DLW, Bietigheim.
Mit ihrer Entscheidung für die Freie Kunst wendet sich Annemarie Moddrow-Buck Anfang der 1960er Jahre der Landschaftsmalerei zu. In ihren immer farbintensiveren und zunehmend flächig-abstrakten Landschaftskompositionen verarbeitet sie Anklänge an die Farbenlehre der Ida Kerkovius, die sie mit einem durch Erich Fuchs angeregten architektonischen Bildaufbau verbindet.
Zahlreiche Studienreisen führen sie nach Südeuropa und Skandinavien. Es entstehen leichte und stimmungsvolle Landschaftsskizzen, Zeichnungen und Aquarelle, die dann im Atelier in die sorgfältig gebauten Ölbilder einfließen.
1970 entdeckt sie die Ostsee-Insel Bornholm als eine einzigartige atmosphärische Landschaft, die sie sehr beeindruckt und die als Motiv und Inspirationsquelle ihr gesamtes weiteres Werk begleitet. Die Aquarelle und Ölbilder der 1970er Jahre lassen Felsformationen, Uferböschungen, Vegetation und vor allem die für Bornholm typischen Häuser mit hohen Kaminen deutlich erkennen, wenn auch in einer abstrahierenden Bildsprache. In den jüngeren Arbeiten nimmt sie die Andeutungen des Konkreten immer weiter zurück und konzentriert sich auf die Weite der von Wind und Wellen abgeschliffenen Landschaft, auf sanft geschwungene Hügel und vor allem auf die wechselnden Lichtstimmungen: von einer sonnendurchfluteten Heiterkeit bis zum kühlen Licht des Nordens.
In einer autobiographischen Skizze beschreibt Annemarie Moddrow-Buck ihre Arbeitsweise: „In meinen Arbeiten entwickle ich eigenen gesetzliche, farbige, formale und kompositorische Gestaltungsprinzipien. So werden Geschautes und Erlebtes bildhaft in Form und Farbe umgesetzt; d. h. die Vielfalt von Struktur und Farben wird in formaler Geschlossenheit geordnet und auf das Wesentliche reduziert. Dabei wird bewusst auf alles Figürliche verzichtet, um die Grundstruktur der Landschaft selbst zum Ausdruck zu bringen.“
Besonders in der nun bevorzugten Technik des Pastells mit seinem transparenten und sehr nuancenreichen Farbauftrag und mit seiner leichten und samtigen Farboberfläche findet sie die angemessene Technik für ihre einfühlsam-poetischen Landschaften. So hat Annemarie Moddrow-Buck ein in sich schlüssiges Gesamtwerk hinterlassen. Barbara Lipps-Kant schrieb 2005 über ihr Werk: Voller Ernst, Dichte und Kraft beschwört sie in ihren Arbeiten die Natur als Quelle der Inspiration. In ihrem reichen Spätwerk findet sie für die Landschaft eine lyrische Entsprechung. In entrückten Metaphern lässt sie die Welt neu entstehen.
In zahlreichen Gruppen- und Einzelausstellungen seit 1952 wurden Arbeiten Annemarie Moddrow-Bucks gezeigt. Werke von ihr befinden sich in öffentlichen wie privaten Sammlungen.
Sie war Mitglied der GEDOK, im Verband Bildender Künstler Baden-Württembergs, im Bund Bildender Künstlerinnen Württembergs und im Württembergischen Kunstverein.

## Ausstellungen (Auswahl)
- 1952  Stuttgart Killesberg, Bildende Hände, 1. Kunstausstellung in Baden-Württemberg
- 1966  Stuttgart, Kunstgebäude, Bund Bildender Künstlerinnen Württembergs
- 1970  Reutlingen, Spendhaus
- 1970  Ulm, Künstlergilde
- 1973  Cuxhaven, Galerie Gretenkort
- 1977  Baden-Baden, Kunsthalle, Kunstförderung des Landes Baden-Württemberg
- 1982  Sindelfingen, Rathaus
- 1982  Stuttgart, Kunsthaus Schaller
- 1986  Stuttgart Bad-Cannstatt, 50 Jahre Kunsthöfle
- 1990  Kirchheim / Teck, Kornhaus
- 1996  Meersburg, Galerie Kreeb
- 2005  Stuttgart, Bund Bildender Künstlerinnen Württembergs
- 2011  Stuttgart, Galerie Dorn